# كوستادين كوستادينوف
كوستادين كوستادينوف ستيفانوف (بالبلغارية: Костадин Стефанов Костадинов)‏ من مواليد 25 يونيو 1959 في بلوفديف): لاعب كرة قدم بلغاري سابق. شارك مع المنتخب البلغاري في كأس العالم لكرة القدم 1986.

## وصلات خارجية
- كوستادين كوستادينوف على موقع الاتحاد الدولي (مؤرشف)  (الإنجليزية)
- كوستادين كوستادينوف على موقع قاعدة بيانات كرة القدم.إي يو (الإنجليزية)
- كوستادين كوستادينوف على موقع ناشيونال فوتبول تيمز (الإنجليزية)